# Julius J. Epstein
Julius J. Epstein, född 22 augusti 1909 i New York, död 30 december 2000 i Los Angeles, var en amerikansk manusförfattare.

## Filmografi
- 1935 – Little Big Shot
- 1938 – Fyra döttrar
- 1939 – Den oväntade gästen
- 1939 – Fyra fruar
- 1942 – Casablanca
- 1942 – Yankee Doodle Dandy
- 1943 – Arsenik och gamla spetsar
- 1943 – Irving Berlins paradrevy
- 1948 – På kryss till Rio
- 1954 – Jag minns Paris
- 1955 – Ljuva ungkarlstid
- 1957 – Kyss dom från mej
- 1958 – Bröderna Karamazov
- 1958 – Vad vet mamma om kärlek?
- 1960 – Flickor gillar långa killar
- 1962 – Ung kärlek i Florens
- 1964 – Skicka inga blommor
- 1972 – Varning! Äktenskap pågår!
- 1974 – En gång är inte nog
- 1976 – Järnkorset
- 1978 – Kom loss, doktor Nichols!
- 1982 – Ruben, Ruben